# Туркестанська ісламська партія в Сирії
Туркестанська ісламська партія в Сирії тур. Türkistan İslam Derneği, араб. حركة شرق تركستان الإسلامية) - сирійське відділення Туркестанської ісламської партії, озброєна уйгурська салафітська джихадиська група, що бере участь у громадянській війні в Сирії. Лідери ТІП знаходяться в Афганістані та Пакистані, сама організація переслідується в себе на батьківщині - у Китаї. ТІП існує завдяки пожертвами, що надходять на рахунки в турецьких банках. Організація бере участь у громадянській війні в Сирії на боці Хайат Тахрір аш-Шам, а відтак воює проти військ Асада та ЗС РФ.
Уйгурські джихадисти потрапляють до Сирії переважно з Афганістану, куди почали приїздити ще від 2001 р. Одним із лідерів Туркестанської ісламської партії в Сирії був Абу Омар аль-Туркістані, який, від імені організації, вів перемовини про входження ТІП в Сирії до складу ХТШ. Абу Омар аль-Туркістані загинув у лютому 2017 р. в результаті авіаційного удару ПС США.